# Trinidad és Tobago a 2011-es úszó-világbajnokságon
Trinidad és Tobago a 2011-es úszó-világbajnokságon három úszóval vett részt.

## Úszás
Férfi
| Versenyző     | Esemény                         | Selejtezők | Selejtezők | Elődöntők         | Elődöntők         | Döntő             | Döntő             |
| Versenyző     | Esemény                         | Idő        | Helyezés   | Idő               | Helyezés          | Idő               | Helyezés          |
| ------------- | ------------------------------- | ---------- | ---------- | ----------------- | ----------------- | ----------------- | ----------------- |
| George Bovell | Férfi 50 méteres gyorsúszás     | 22.03      | 3 Q        | 22.02             | 6 Q               | 22.04             | 7                 |
| Joshua McLeod | Férfi 50 méteres pillangóúszás  | 24.41      | 29         | Nem jutott tovább | Nem jutott tovább | Nem jutott tovább | Nem jutott tovább |
| Joshua McLeod | Férfi 100 méteres pillangóúszás | 55.80      | 45         | Nem jutott tovább | Nem jutott tovább | Nem jutott tovább | Nem jutott tovább |

Női
| Versenyző         | Esemény                   | Selejtezők | Selejtezők | Elődöntők         | Elődöntők         | Döntő             | Döntő             |
| Versenyző         | Esemény                   | Idő        | Helyezés   | Idő               | Helyezés          | Idő               | Helyezés          |
| ----------------- | ------------------------- | ---------- | ---------- | ----------------- | ----------------- | ----------------- | ----------------- |
| Cherelle Thompson | Női 50 méteres gyorsúszás | 27.21      | 42         | Nem jutott tovább | Nem jutott tovább | Nem jutott tovább | Nem jutott tovább |